# Josef Šindar
Josef Šindar (29. března 1933, Lužice – 17. září 2013, Žernůvka) byl český římskokatolický kněz, dlouholetý farář v Tišnově, znalec lužickosrbské kultury a papežský kaplan.

## Život
Narodil se v zemědělské rodině a jako malý chodil s matkou na Svatý Hostýn. Když po druhé světové válce dokončil měšťanskou školu, rozhodl se studovat na Biskupském gymnáziu v Brně a po jeho zrušení pokračoval ve studiu v Hodoníně. V roce 1953 odmaturoval a nastoupil základní vojenskou službu. Po jejím absolvování byl přijat do litoměřického kněžského semináře a dne 26. června 1960 přijal v Litoměřicích kněžské svěcení. Jako kaplan působil nejprve ve farnosti u kostela sv. Mikuláše ve Znojmě, poté v třebíčské městské farnosti, v roce 1967 krátce v Hodoníně a nakonec v Čejkovicích.
Roku 1970 se stal administrátorem v Bulharech a administrátorem excurrendo v Milovicích u Mikulova a Pavlově u Mikulova, v roce 1971 byl přeložen do Ždánic a o rok později do Kučerova, odkud později spravoval excurrendo také farnost Rostěnice. K 1. březnu 1979 byl jmenován farářem v Tišnově a administrátorem excurrendo v Předklášteří a od července 1979 byl také děkanem tišnovského děkanství. Roku 2007 krátce spravoval excurrendo rovněž farnost Žďárec. Dne V srpnu 2010 odešel Josef Šindar na odpočinek do Domova sv. Alžběty na Žernůvce, v němž pak vykonával duchovní službu jako výpomocný duchovní deblínské farnosti.
Zemřel po delší nemoci a byl pohřben do rodinného hrobu na lužickém hřbitově.
Už od mládí se zajímal o Lužici, kterou poprvé navštívil roku 1963. Aktivně ovládal hornolužickou srbštinu, ze které překládal do češtiny. Svou sorabistickou knihovnu odkázal Společnosti přátel Lužice. Byl také znalcem literatury a vydal řadu drobných bibliofilských tisků. Pro tišnovskou farnost vydával čtvrtletník Cesta.

## Ocenění
Dne 5. dubna 2000 jej papež Jan Pavel II. jmenoval kaplanem Jeho Svatosti. V roce 2007 mu brněnský biskup Vojtěch Cikrle udělil za obětavou kněžskou službu medaili sv. Petra a Pavla .
K jeho osmdesátinám mu brněnský biskup Vojtěch Cikrle udělil v březnu 2013 medaili sv. Cyrila a Metoděje jako významné osobnosti brněnské diecéze. 

## Dílo
- Józef Nowak sedmdesátníkem, Listy Památníku Petra Bezruče 20/1964, str. 1-4
- Slovo týdne, Katolický týdeník 3/1993, str. 2
- Vězeň 27829. Bude blahořečen?, Katolický týdeník 5/1993, str. 8
- Boží slovo není lecjaká řeč!, Katolický týdeník 40/1996, str. 6
- Upřímné pozdravení prelátu Msgre Martinovi Salowskému, Česko-lužický věstník 6/1997, str. 38
- Nová bible v lužické srbštině, Česko-lužický věstník 7-8/1998, str. 47
- Brněnské rádio Proglas, Česko-lužický věstník 10/1998, str. 67
- U příležitosti 20. svátku lužickosrbské poezie, Česko-lužický věstník 10/1998, str. 67
- Na Velehrad, Česko-lužický věstník 10/1998, str. 68
- „Hwězda jasna“ pod klášterem, Česko-lužický věstník 10/1998, str. 71-72
- Pouť k výšině, Česko-lužický věstník 11/1998, str. 77
- Hospodin má a dává, Katolický týdeník 31/1999, str. 4
- Učitelé na Moravě, Česko-lužický věstník 9/2000, str. 74
- Podvečer lužickosrbské poezie, Česko-lužický věstník 9/2000, str. 74
- Brněnská rozhlasová stanice Proglas, Česko-lužický věstník 9/2000, str. 80
- Dva lužičtí Odysseové tohoto století, Česko-lužický věstník 9/2000, str. 85-86
- Jubilejní pomník sv. Cyrila a Metoděje posvěcen, Česko-lužický věstník 1/2001, str. 4
- Letošní kermuša v Chrósćicích, Česko-lužický věstník 1/2001, str. 4
- Dwurěčnosć – šansa a wužadanje za młodu generaciju we Łužicy, Česko-lužický věstník 1/2001, str. 4
- Moja wulka kniha křćenskich swjatych (recenze), Česko-lužický věstník 3/2001, str. 21
- Děti a dětem na prahu století, Česko-lužický věstník 3/2001, str. 22
- Skauti v Lužici?, Česko-lužický věstník 5/2001, str. 38
- 1991 TCM 2001, Česko-lužický věstník 5/2001, str. 38-39
- (hornolužickosrbsky) Njech wotewru so wrota njebjes, Serbske Nowiny 1. 6. 2001
- Lužičtí Srbové volají SOS, Katolický týdeník 35/2001, str. 5
- Katolski posoł, Česko-lužický věstník 2/2002, str. 14
- Zemřel Josef Suchý, Česko-lužický věstník 10/2003, str. 95-96
- Překvapení ze země vycházejícího slunce, Česko-lužický věstník 11/2003, str. 101
- Z tobu po wšěch pućach (recenze), Česko-lužický věstník 12/2003, str. 116
- Swjate pismo Stareho a Noweho zakonja (recenze), Teologické texty 2/2007, str. 107
- Towarstwo Cyrila a Metoda, in: Muzeum Brněnska – sborník 2007, Muzeum Brněnska, Předklášteří 2007, str. 129-132
- Wotrow, Česko-lužický věstník 2/2011, str. 14
- Chodil po rukou i v Dachau..., Katolický týdeník 15/2011 – příloha Perspektivy, str. IV
- Msgre. Měrćin Salowski, Česko-lužický věstník 5/2011, str. 36-40
- Via Regia volá..., Česko-lužický věstník 11-12/2011, str. 88
- Bulank, Maćij – Wornar, Gernat: W katolskich Serbach. Ludowe nakladnistwo Domowina, Budyšin 2012 (recenze), Česko-lužický věstník 11-12/2012, str. 83-84

## Překlady
- Ludmila Brězanowa: Pawoł Völkel (z knihy Naš nan a naša mać) – 1. část, Česko-lužický věstník 12/1999, str. 85-86
- Ludmila Brězanowa: Pawoł Völkel (z knihy Naš nan a naša mać) – 2. část, Česko-lužický věstník 1/2000, str. 7-8
- Józef Nowak: Morava volá, nákladem vlastním, Žernůvka 2012